# Coulagnet
Le Coulagnet est une rivière française du Massif central qui coule dans le département de la Lozère. C'est un affluent de la Colagne en rive gauche, donc un sous-affluent de la Garonne par la Colagne puis par le Lot.

## Géographie
Le Coulagnet est une rivière qui nait vers 1 300 m d'altitude sur le plateau du Palais du Roi en Lozère commune de Rieutort-de-Randon.
Elle rejoint la Colagne en rive gauche à Marvejols. La longueur de son cours est de 24,6 km.

### Communes traversées
- Lozère : Servières, Gabrias, Montrodat, Chastel-Nouvel, Rieutort-de-Randon, Marvejols

## Principaux affluents
- Ruisseau de la Roche : 4,2 km
- Ruisseau des Vernets : 4,9 km
- Ruisseau de Limouse : 5,9 km
- Ruisseau de la Devèze : 5 km

## Hydrologie
Le Coulagnet est une rivière fort irrégulière, à l'instar de ses voisines de la région. 

### Le Coulagnet à Marvejols
Son débit a été observé sur 33 ans (entre 1976 et 2008), à Marvejols, localité située au niveau de son confluent avec la Colagne. La surface ainsi observée est de 83 km2, soit la quasi-totalité du bassin versant de la rivière.
Le module de la rivière à Marvejols est de 0,886 m3/s.
Le Coulagnet présente des fluctuations saisonnières de débit fort marquées. Les hautes eaux se déroulent en hiver et au printemps, et se caractérisent par des débits mensuels moyens allant de 1,17 à 1,39 m3/s, de décembre à mai inclus (avec deux maxima : en décembre-janvier et en avril). Au mois de juin, le débit plonge fortement ce qui mène rapidement aux basses eaux d'été qui ont lieu de juillet à septembre, entraînant une baisse du débit mensuel moyen atteignant 0,191 m3/s au mois d'août. Mais ce ne sont que des moyennes qui cachent des fluctuations plus prononcées sur de courtes périodes ou selon les années.

### Étiage ou basses eaux
Aux étiages, le VCN3 peut chuter jusque 0,003 m3/s, en cas de période quinquennale sèche, soit trois litres par seconde, ce qui est très sévère, la rivière étant ainsi réduite à quelques filets d'eau.

### Crues
Les crues, quant à elles, peuvent être importantes quand elles se produisent. Les QIX 2 et QIX 5 valent respectivement 14 et 24 m3/s. Le QIX 10 est de 31 m3/s, le QIX 20 de 37 m3/s et le QIX 50 de 45 m3/s.
Toujours à Marvejols, le débit instantané maximal enregistré a été de 68,5 m3/s le 3 décembre 2003, tandis que la valeur journalière maximale était de 47 m3/s le même jour. En comparant le premier de ces chiffres à l'échelle des QIX exposée plus haut, il ressort que cette crue était très largement supérieure à la crue cinquantennale définie par le QIX 50, et donc tout à fait exceptionnelle.

### Lame d'eau et débit spécifique
Le Coulagnet est une rivière modérément abondante. La lame d'eau écoulée dans son bassin versant est de 337 millimètres annuellement, ce qui est légèrement supérieur à la moyenne d'ensemble de la France tous bassins confondus (320 millimètres). C'est cependant inférieur à la moyenne du bassin de la Garonne (384 millimètres) et surtout à celle du bassin du Lot (446 millimètres). Le débit spécifique (ou Qsp) atteint 10,7 litres par seconde et par kilomètre carré de bassin.